# The Remix Hit Collection
The Remix Hit Collection è una raccolta del cantante austriaco, Falco, pubblicato nel 1991 dall'etichetta discografica East West Records.

## Tracce
CD (EastWest 9031-75332-2 (Warner)
1. Der Kommissar (Part 2) - 5:35
2. Rock Me Amadeus Club Remix - 6:47
3. Jeanny (Part 1) - 7:07
4. Data de Groove Club Remix - 6:48
5. Vienna Calling - 4:03
6. Junge Roemer - 6:05
7. Wiener Blut Club Remix - 6:00
8. Emotional - 6:05
9. Coming Home (Jeanny Part 2] - 5:32
10. Falco Megamix - 6:00
11. The Sound of Musik - 10:00